# 大城雪乃
大城 雪乃（おおしろ ゆきの、1988年3月30日）は、日本のAV女優。ARMプロモーション所属。

## 略歴・人物
2019年10月、マドンナの専属女優としてAVデビュー。
デビュー時は、31歳の元ローカル情報番組のお天気キャスターとされた。
2020年1月をもって専属を離れ、以降は企画単体女優として活動。

## 出演作品

### アダルトDVD
2019年
- 晴、時々くもり…のち微笑み―。 『毎日、会いたい。』元ローカル情報番組 美人お天気キャスター 大城雪乃 31歳 AVデビュー!!（11月25日、マドンナ）
- 専属 元美人お天気キャスター 絶頂予報100% 激イキ4本番（11月7日、マドンナ）
- 新居探し 新婚NTR 妻が密かに寝取られた【胸糞】内見記録。 《専属》新人第三弾!! 初寝取られ中出し “初”ドラマ作品。（12月7日、マドンナ）

2020年
- あの男の醜い精液を私は朝昼晩と飲まされ続けています―。 精飲 『本物精子』×凌辱ドラマ（1月7日、マドンナ）
- マジックミラー号 美熟女 vs 年下イケメン 痙攣絶頂中出しナンパ in 池袋西口百貨店前（3月12日、SODクリエイト）他出演:仲間明日香、美原すみれ、三浦まき
- 女の罠にはめられた女 2 生贄浣腸晩餐会（4月19日、シネマジック）共演:君嶋かほる
- 憧れの女上司と ふたりっきりで営業帰りにまさかの電車トラブルで運行停止状態。遅くなり、まさかの展開に夢のような時間が待っていた。（4月23日、タカラ映像）
- 息子の嫁と義父 ベロキス義父に私の方が欲求不満です…（5月28日、タカラ映像）
- 結婚一ヵ月後に控えた幸福絶頂のエリート青年を呼びつけ、昇天必至のドライオーガズムでオス犬調教!ペニバンで尻穴を掘り、男の潮吹きを噴射させ絶叫メスイキ堕ちに!! 哀れなマゾ犬の人生を破滅させてあざ笑う魔性痴女♥（7月19日、山と空）
- 貢がせ痴女 男を早漏にさせるドライオーガズムテクで射精を完全コントロールした挙句、М男を財布奴●にさせ借入限度額まで貢がせあざ笑うドS悪女♥（9月7日、山と空）

## 出演
ネットテレビ
- 給与明細 #87（2020年2月23日、AbemaTV）